# Veelvraat (zoogdier)
De veelvraat (Gulo gulo) is een van de grootste op het land levende soorten uit de familie van de marterachtigen (Mustelidae). Alleen de reuzenotter en zeeotter worden groter. Het is de enige nog levende soort uit het geslacht Gulo. 

## Naam
De wetenschappelijke naam van de soort werd als Mustela Gulo in 1758 gepubliceerd door Carl Linnaeus in de tiende editie van Systema naturae. De namen 'veelvraat' en het Duitse 'Vielfraß' hebben niets met het eetgedrag te maken, maar zijn vermoedelijk een volksetymologische verbastering van het Oudnoorse fjeldfross (of spellingvarianten daarvan), dat 'bergkater' betekent (fjell 'berg' en fross 'mannetjeskat'). Deze verbastering is ook in andere talen beland: de wetenschappelijke naam 'gulo' betekent immers eveneens gulzigaard en hetzelfde geldt voor de Franse naam 'glouton' en het Spaanse 'glotón'.

## Uiterlijke kenmerken
De veelvraat is een forse, gespierde marterachtige. De veelvraat heeft een donkerbruine tot zwarte vacht met lichtere, gelige vlekken op de kop en een gele streep van de schouders via de flanken naar de lange staart. Hij heeft korte, sterke poten, die vijf tenen hebben. Hun klauwen zijn deels intrekbaar en ze hebben een stevige beet. De oren zijn klein en rond.
Veelvraten wegen negen tot dertig kilogram en zijn 65 tot 105 centimeter lang. Hun staart is 13 tot 26 cm lang en ze hebben een schofthoogte van 36 tot 45 cm. De vrouwtjes zijn over het algemeen kleiner en lichter, meer bepaald zo'n tien procent kleiner en circa dertig procent minder zwaar.

## Voedsel en gedrag
De veelvraat is een carnivoor, maar hij is opportunistisch en eet ook regelmatig plantaardig voedsel. Meestal eet hij knaagdieren en vogels als sneeuwhoenders, eieren, ongewervelden, vruchten, bessen en aas. Soms valt hij ook een vos, ree of schaap aan. Meestal jaagt hij vanuit een hinderlaag. De veelvraat legt voedselvoorraden aan.
Veelvraten hebben de reputatie onbevreesd te zijn. Ze vechten soms met grotere dieren, zoals rendieren en beren. Zelf zijn het prooidieren van grote carnivoren, zoals beren en wolven.
De veelvraat verblijft in een hol in een rotshelling in dichte struiken of tussen de rotsen. Hij is zowel overdag als 's nachts actief. Na een activiteitsperiode van drie à vier uur volgt een korte rustpauze.
De veelvraat leeft solitair. Het mannetje heeft een enorm woongebied van zo'n 600 tot 1000 km². Binnen het woongebied liggen de territoria van twee à drie vrouwtjes. Deze territoria zijn zo'n 50 tot 350 km² groot. De vrouwtjes dulden geen andere vrouwtjes in hun territorium. Ook mannetjes tolereren in een groot gedeelte van hun territorium geen andere veelvraten van hetzelfde geslacht.
De paartijd duurt van april tot augustus. Door een verlengde draagtijd komt het embryo niet tot ontwikkeling tot in januari. In februari of maart worden één tot vier jongen geboren. Deze jongen begeven zich tot begin mei nooit ver van het hol af. Ze worden zo'n acht tot tien weken gezoogd. In augustus verlaten de mannelijke jongen het woongebied van de moeder. Vrouwelijke jongen kunnen de rest van hun leven doorbrengen in of vlak bij het woongebied van hun moeder.
Veelvraten zijn in het tweede jaar geslachtsrijp. Ze kunnen in het wild tot dertien jaar oud worden en in gevangenschap achttien jaar.

## Verspreiding en leefgebied
Tegenwoordig komt de veelvraat vooral in arctische gebieden voor, zoals Alaska, Noord-Canada, Siberië, Noord-Rusland en Scandinavië. Voordat de Europeanen hun nederzettingen in Noord-Amerika stichtten, kwam het dier zelfs tot in Californië voor.
Binnen Europa komt de veelvraat voor in Noorwegen, Zweden, Finland, Estland en Rusland. Tegenwoordig komt de veelvraat ook voor in Zuidoost-Europa en de Baltische staten. De populatie veelvraten in Scandinavië wordt geschat op 750 exemplaren en lijkt de laatste vijf jaar licht te stijgen. De Russische populatie (de veelvraten in zuidelijk en centraal Finland worden ook tot de Russische populatie gerekend) wordt geschat op 450 exemplaren.
De veelvraat heeft een voorkeur voor taiga en bergachtig bosgebied met rotshellingen. Vaak is hij te vinden in naaldbossen vlak bij moerassen. 's Zomers waagt hij zich ook op de toendra, maar meestal blijft hij in de naaldbossen.

## Ondersoorten
Er worden doorgaans twee ondersoorten onderscheiden:
- G. g. gulo – Eurazië
- G. g. luscus – Noord-Amerika

Sommige auteurs onderscheiden nog vier Amerikaanse ondersoorten, waaronder één op Vancouvereiland en één op het schiereiland Kenai in Alaska. Recent onderzoek laat echter zien dat de gehele Noord-Amerikaanse populatie is ontstaan door de snelle groei van een kleine populatie met relatief weinig genetische variatie, waarbij voor het onderscheiden van die ondersoorten geen ondersteuning werd gevonden.

## Bedreiging
Er wordt in sommige delen van het verspreidingsgebied nog steeds op de veelvraat gejaagd. In Alaska wordt er nog op gejaagd voor de pels, en Inuit gebruiken het bont van de veelvraat in hun jassen. In Finland is de soort beschermd, maar aan rendierhouders worden makkelijk jachtvergunningen afgegeven en illegale jacht komt regelmatig voor. Veelvraten zijn niet geliefd bij jagers, omdat zij vallen leeghalen. Ook schapenhouders uit Noorwegen beginnen zich steeds meer zorgen te maken over het oprukken van dit dier. In de provincies Nord-Trøndelag, Nordland en Finnmark is een grote groei van het aantal jongen van veelvraten waargenomen.
Tussen januari en juni 2005 zijn er in de drie provincies vijftig jonge veelvraten gesignaleerd, terwijl er in 2004 het hele jaar 47 jongen waren gevonden.